# شوربیگ
شوربیگ، روستایی از توابع بخش جلگه‌رخ شهرستان تربت حیدریه در استان خراسان رضوی ایران است.

## جمعیت
این روستا در دهستان میان‌رخ قرار دارد و براساس سرشماری مرکز آمار ایران در سال ۱۳۸۵، جمعیت آن ۷۵ نفر (۲۰خانوار) بوده‌است.